# گوجلیلمو جووانینی
گوجلیلمو جیووانینی (به ایتالیایی: Guglielmo Giovannini) بازیکن فوتبال اهل ایتالیا است که از سال ۱۹۴۸ میلادی عضو تیم ملی فوتبال ایتالیا بوده و در ۲ بازی ملی حضور داشته‌است. او در بازی‌های ملی‌اش گلی به ثمر نرساند.
گوجلیلمو جووانینی آخرین بازی ملی خود را در سال ۱۹۴۸ میلادی انجام داد.